# تام شفل
تام شفل (انگلیسی: Tom Scheffel؛ زادهٔ ۲۰ سپتامبر ۱۹۹۴) بازیکن فوتبال اهل آلمان است.
از باشگاه‌هایی که در آن بازی کرده‌است می‌توان به باشگاه فوتبال کمنیتس اشاره کرد.